# Manuel Guinard
Manuel Guinard (* 15. November 1995 in Saint-Malo) ist ein französischer Tennisspieler.

## Karriere
Guinard spielte ab 2016 regelmäßig Profiturniere auf der drittklassigen ITF Future Tour, wo er zunächst selten Matches gewann. 2017 erreichte er dort im Einzel sein erstes Halbfinale, während er im Doppel den ersten Titel gewinnen konnte. In der Weltrangliste stand er Ende des Jahres jeweils unter den Top 1000. Anfang 2018 in seinem ersten Challenger-Hauptfeld in Rennes konnte er auf Anhieb zwei Matches gewinnen und das Viertelfinale erreichen. Den Rest des Jahres spielte er fast nur Futures und war dort bei drei Turnieren im Einzel und einem im Doppel siegreich. In der Rangliste machte er somit einen Sprung und konnte mit Platz 370 im Oktober 2018 sein bisheriges Karrierehoch erreichen.
Im Jahr 2019 gelang Guinard bei einigen Challenger jeweils ein Sieg, im April in León kam er noch eine Runde weiter. Das Highlight wurde die Teilnahme am Grand-Slam-Turnier in Roland Garros. Im Doppel bekamen er und sein Doppelpartner Arthur Rinderknech eine Wildcard und unterlagen den späteren Turniersiegern Kevin Krawietz und Andreas Mies. Im Einzel durfte er mit einer Wildcard nur in der Qualifikation starten. Das Vertrauen konnte er mit zwei Siegen zurückzahlen. Erst in der Finalrunde verlor er in drei Sätzen gegen Kimmer Coppejans. In der Tennis-Bundesliga spielt der Franzose 2019 für den TuS Sennelager.

## Erfolge
| Legende (Anzahl der Siege) |
| Grand Slam                 |
| ATP Finals                 |
| ATP Tour Masters 1000 (1)  |
| ATP Tour 500               |
| ATP Tour 250               |
| ATP Challenger Tour (18)   |

| ATP-Titel nach Belag |
| -------------------- |
| Hartplatz (0)        |
| Sand (1)             |
| Rasen (0)            |

### Einzel

#### Turniersiege
| Nr. | Datum         | Turnier              | Belag | Finalgegner     | Ergebnis |
| --- | ------------- | -------------------- | ----- | --------------- | -------- |
| 1.  | 20. März 2022 | Roseto degli Abruzzi | Sand  | Tseng Chun-hsin | 6:1, 6:2 |
| 2.  | 9. Juli 2023  | Troyes               | Sand  | Calvin Hemery   | 6:4, 6:3 |

### Doppel

#### Turniersiege

##### ATP Tour
| Nr. | Datum           | Turnier     | Belag | Partner        | Finalgegner                 | Ergebnis          |
| --- | --------------- | ----------- | ----- | -------------- | --------------------------- | ----------------- |
| 1.  | 13. April 2025  | Monte Carlo | Sand  | Romain Arneodo | Julian Cash Lloyd Glasspool | 1:6, 7:68, [10:8] |
| 2.  | 26. August 2025 | Umag        | Sand  | Romain Arneodo | Patrik Trhac Marcus Willis  | 7:5, 7:62         |

##### Challenger Tour
| Nr. | Datum            | Turnier              | Belag         | Partner            | Finalgegner                                    | Ergebnis          |
| --- | ---------------- | -------------------- | ------------- | ------------------ | ---------------------------------------------- | ----------------- |
| 1.  | 22. Februar 2020 | Drummondville        | Hartplatz (i) | Arthur Rinderknech | Roberto Cid Subervi Gonçalo Oliveira           | 7:64, 7:63        |
| 2.  | 6. März 2021     | Las Palmas           | Sand          | Enzo Couacaud      | Javier Barranco Cosano Eduard Esteve Lobato    | 6:1, 6:4          |
| 3.  | 17. Juli 2021    | Amersfoort (1)       | Sand          | Luca Castelnuovo   | Sergio Galdós Gonçalo Oliveira                 | 0:6, 6:4, [11:9]  |
| 4.  | 8. Januar 2022   | Traralgon            | Hartplatz     | Zdeněk Kolář       | Marc-Andrea Hüsler Dominic Stricker            | 6:3, 6:4          |
| 5.  | 19. März 2022    | Roseto degli Abruzzi | Sand          | Franco Agamenone   | Ivan Sabanov Matej Sabanov                     | 7:62, 7:63        |
| 6.  | 25. März 2023    | Zadar (1)            | Sand          | Nino Serdarušić    | Ivan Sabanov Matej Sabanov                     | 6:4, 6:0          |
| 7.  | 17. Juni 2023    | Lyon (1)             | Sand          | Grégoire Jacq      | Constantin Frantzen Hendrik Jebens             | 6:4, 2:6, [10:7]  |
| 8.  | 7. Juli 2023     | Troyes               | Sand          | Grégoire Jacq      | Álvaro López San Martín Daniel Rincón          | kampflos          |
| 9.  | 22. Juli 2023    | Amersfoort (2)       | Sand          | Grégoire Jacq      | Mats Hermans Sander Jong                       | 6:4, 6:4          |
| 10. | 12. August 2023  | Meerbusch            | Sand          | Grégoire Jacq      | Fernando Romboli Marcelo Zormann               | 7:5, 7:63         |
| 11. | 13. Januar 2024  | Nonthaburi           | Hartplatz     | Grégoire Jacq      | Francis Alcantara Sun Fajing                   | 6:4, 7:66         |
| 12. | 28. Januar 2024  | Quimper              | Hartplatz (i) | Arthur Rinderknech | Anirudh Chandrasekar N. Vijay Sundar Prashanth | 7:64, 6:3         |
| 13. | 23. März 2024    | Zadar (2)            | Sand          | Grégoire Jacq      | Roman Jebavý Zdeněk Kolář                      | 6:4, 6:4          |
| 14. | 15. Juni 2024    | Lyon (2)             | Sand          | Grégoire Jacq      | Markos Kalovelonis Wladyslaw Orlow             | 4:6, 6:3, [10:6]  |
| 15. | 13. Juli 2024    | Salzburg             | Sand          | Grégoire Jacq      | Petr Nouza Patrik Rikl                         | 2:6, 6:3, [14:12] |
| 16. | 14. Juni 2025    | Perugia              | Sand          | Romain Arneodo     | Robin Haase Vasil Kirkov                       | 3:6, 6:3, [10:5]  |

#### Finalteilnahmen
| Nr. | Datum         | Turnier | Belag | Partner       | Finalgegner                               | Ergebnis |
| --- | ------------- | ------- | ----- | ------------- | ----------------------------------------- | -------- |
| 1.  | 21. Juli 2024 | Båstad  | Sand  | Grégoire Jacq | Orlando Luz Rafael Matos                  | 5:7, 4:6 |
| 2.  | 26. Juli 2024 | Umag    | Sand  | Grégoire Jacq | Guido Andreozzi Miguel Ángel Reyes Varela | 4:6, 2:6 |